# Bataille navale de Vigo
 (novembre 2011).
Si vous disposez d'ouvrages ou d'articles de référence ou si vous connaissez des sites web de qualité traitant du thème abordé ici, merci de compléter l'article en donnant les références utiles à sa vérifiabilité et en les liant à la section « Notes et références ».
Guerre de Succession d'Espagne
Batailles
Campagnes de Flandre et du Rhin
- Landau (1702)
- Friedlingen (1702)
- Kehl (1703)
- Ekeren (1703)
- Höchstädt (1703)
- Spire (1703)
- Schellenberg (Donauworth) (1704)
- Blenheim (1704)
- Landau (1704)
- Vieux-Brisach (1704)
- Eliksem (1705)
- Ramillies (1706)
- Stollhofen (1707)
- Cap Béveziers (1707)
- Cap Lizard (1707)
- Audenarde (1708)
- Wynendaele (1708)
- Lille (1708)
- Gand (1708)
- Malplaquet (1709)
- Douai (1710)
- Bouchain (1711)
- Denain (1712)
- Bouchain (1712)
- Douai (1712)
- Landau (1713)
- Fribourg (1713)

Campagnes d'Italie
- Carpi (1701)
- Chiari (1701)
- Crémone (1702)
- Luzzara (1702)
- Verceil (1704)
- Cassano (1705)
- Nice (1705-1706)
- Calcinato (1706)
- Turin (1706)
- Castiglione (1706)
- Toulon (1707)
- Gaeta (1707)
- Cesana (1708)
- Syracuse (1710)

Campagnes d'Espagne et de Portugal
- Cadix (1702)
- Vigo (navale 1702)
- Cap de la Roque (1703)
- Gibraltar (août 1704)
- Ceuta (1704) (es)
- Málaga (1704)
- Gibraltar (1704-1705)
- Marbella (1705)
- Montjuïc (1705)
- Barcelone (1705)
- Badajoz (1705)
- Barcelone (1706)
- Murcie (1706) (es)
- El Albujón (1706) (es)
- Santa Cruz de Ténérife (1706) (en)
- Almansa (1707)
- Xàtiva (1707)
- Ciudad Rodrigo (1707) (en)
- Lérida (1707)
- Tortosa (1708)
- Minorque (1708)
- Gudiña (1709)
- Almenar (1710)
- Saragosse (1710)
- Brihuega (1710)
- Villaviciosa (1710)
- Barcelone (1713-1714)

Campagnes de Hongrie
- Saint-Gotthard (1703) (en)
- Biskupice (1704) (en)
- Smolenice (1704) (en)
- Koroncó (1704) (en)
- Zsibó (1705) (en)
- Saint-Gotthard (1705) (en)
- Trenčín (1708) (en)

Antilles et Amérique du sud
- Santa Marta (1702)
- Guadeloupe (1703)
- Nassau (1703)
- Colonia del Sacramento (1704)
- Carthagène (1708)
- Rio (1710)
- Carthagène (1711)
- Rio (1711)
- Cassard (1712)

La bataille navale de la baie de Vigo, parfois appelée bataille de Rande, eut lieu le 23 octobre 1702 (nouveau style) ou le 12 octobre (selon le calendrier julien encore utilisé en Angleterre à cette date) dans la baie de Vigo, au large des côtes de la Galice en Espagne. Elle mit aux prises une flotte anglo-néerlandaise dirigée par l'amiral George Rooke, secondé par les amiraux néerlandais Philips van Almonde et Philips van der Goes, avec la Flotte des Indes, un convoi franco-espagnol commandé par les amiraux François Louis Rousselet de Châteaurenault et Manuel de Velasco.

## Contexte
Rooke avait été envoyé en mission avec une flotte anglo-néerlandaise de 49 navires pour s'emparer du port de Cadix, mais le 29 septembre 1702, tenu en échec, il se décide à retourner en Angleterre et fait relâche à Lagos (Portugal). Là, il apprend qu'un convoi espagnol, chargé de ramener en une fois toute la production des colonies américaines de l'année précédente, a quitté La Havane le 24 juillet mais, alerté du raid anglais, avait reçu ordre de détourner sa route de Cadix vers Vigo, qu'il avait atteint le 23 septembre.
Décidé à rendre un peu de lustre à sa mission, Rooke fait voile immédiatement vers Vigo, où il tombe sur une escadre de 40 vaisseaux français et espagnols en train de décharger le fret. La flotte espagnole est composée de 20 vaisseaux ramenant leurs riches cargaisons des indes occidentales espagnoles commandée par Velasco, et de son escorte de 20 navires de la Marine royale française.
Chateaurenault avait déjà organisé la protection du port en refermant la darse par des herses de mâts de navire qu'il avait donné l'ordre d'abattre ; l'entrée du port était couverte par des pièces d'artillerie en batterie depuis les forts de la ville et de l'île de San Simón, non loin de Redondela.

## Bataille

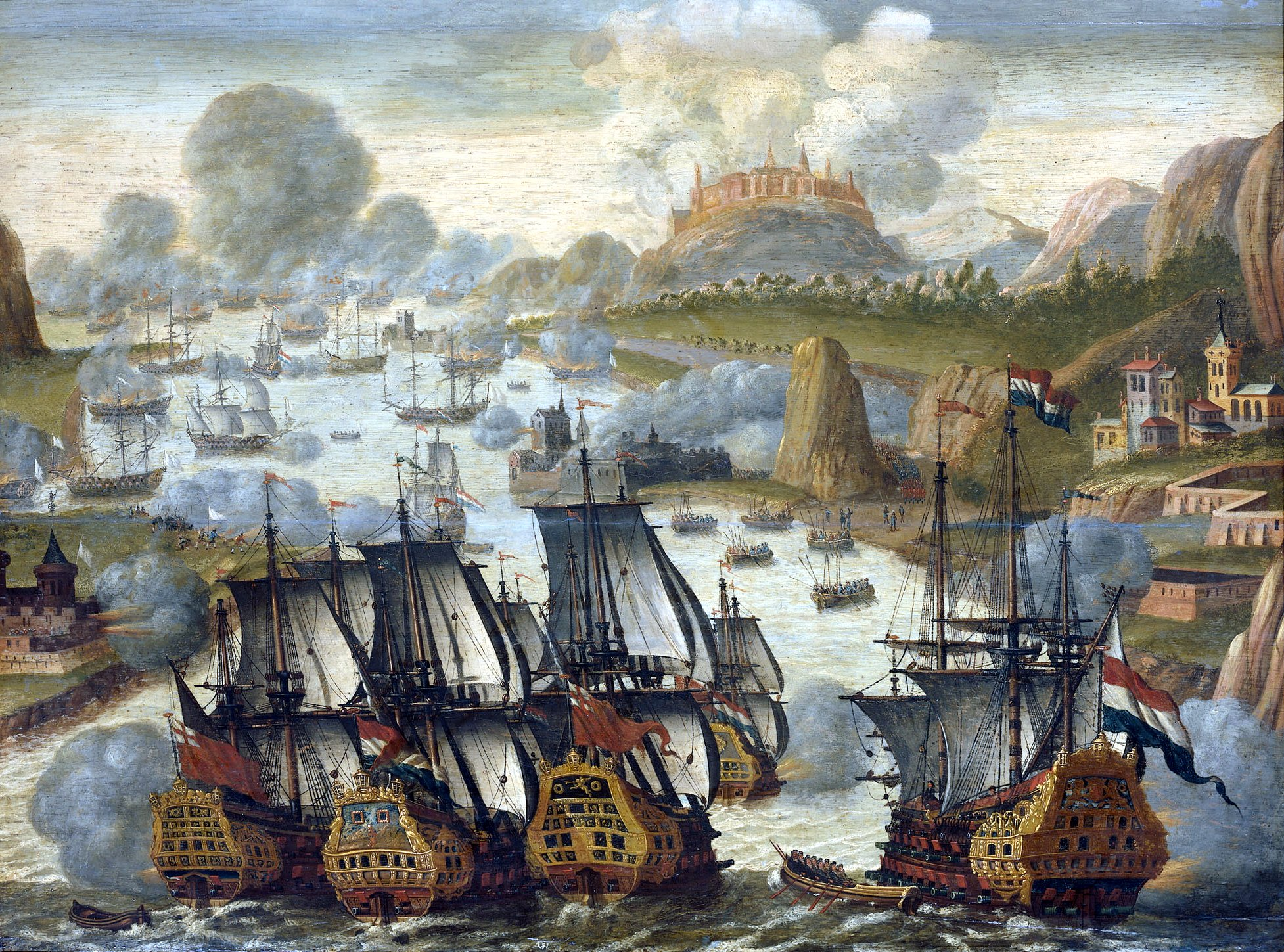
La bataille de Vigo coûte 18 vaisseaux à la France et 11 à l'Espagne. Au premier plan, les vaisseaux anglais de la Royal Navy et néerlandais de la Marine de la république des Provinces-Unies. Anonyme.

Pourtant, le 23 octobre, Rooke donna l'ordre d'attaquer, chargeant l'amiral Thomas Hopson (en), commandant le HMS Torbay, de forcer le barrage de mâts entassés et de faire débarquer le corps expéditionnaire du duc d'Ormonde afin qu'il s'empare des redoutes. Hopson s’étant porté à pleines voiles sur l’estacade et l’ayant rompue du premier choc, toute la flotte pénètre dans le port. 
L'affrontement se déroule dans l'anse de l'île de San Simón, non loin de Redondela où les Franco-Espagnols se sont abrités, pensant ainsi pouvoir se garder de toute tentative d'attaque de la part des Anglais.
L'assaut est un succès total pour l'amiral Rooke. Après un combat vivement disputé, les Espagnols et les Français se voient contraints de saborder ou mettre le feu à la plus grande partie de leurs bâtiments pour empêcher qu'ils ne tombent au pouvoir des Anglais, qui s’emparent néanmoins de 10 vaisseaux de guerre et de 11 galions ; douze des vaisseaux français sont détruits. Les Anglo-Néerlandais s'emparent du reste de l'escadre : six vaisseaux et deux frégates). De la flotte espagnole, onze navires sont détruits et neuf sont capturés.

## Conséquences
Les trésors de l’Amérique ont été sauvés grâce à l'action du chevalier Renau, mais le principal résultat de cette expédition reste le tort irréparable qu’éprouve la marine des Bourbon ; la domination des mers passe aux Anglais pour tout le cours de la guerre.
La flotte anglo-néerlandaise n'a perdu aucun bâtiment ; en revanche, le combat a fait de nombreuses victimes de part et d'autre : on estime qu'il y a 2 000 morts et autant de blessés du côté franco-espagnol, et 800 morts et 500 blessés du côté Anglo-néerlandais. Les vainqueurs récupèrent 14 000 livres de butin (près de 3 millions de livres avaient déjà été déchargés par les Espagnols avant l'assaut). Les deux chambres d'Angleterre votent des remerciements aux généraux vainqueurs. En reconnaissance des services rendus, le duc d’Ormond James Butler est nommé lord lieutenant (vice-roi) d’Irlande, et Rooke est nommé gouverneur de Gibraltar (1704).

## Forces en présence
Liste des vaisseaux ayant pris part à la bataille, il ne s'agit pas de tous les vaisseaux présents sur place.
| Commandée par le marquis de Châteaurenault - Le Fort, 76, vice-amiral de Châteaurenault, brûlé - Le Prompt, 76, amiral Beaujeu, capturé par les Britanniques - L'Assuré , 66, capitaine d'Aligre, capturé par les Britanniques - L'Espérance, 70, capitaine La Gallissonnière, échoué et sabordé - Le Bourbon, 68, capitaine Montbault, capturé par les Néerlandais - La Sirène, 60, capitaine de Mongon, échoué et sabordé - Le Solide, 56, capitaine de Champmeslin, brûlé - Le Ferme, 72, capitaine de Beaussier, capturé par les Britanniques - Le Prudent, 62, capitaine de Grandpré, brûlé - L'Oriflamme, 64, capitaine de Certaines de Fricambault, brûlé - Le Modéré, 56, capitaine L'Autier, capturé par les Britanniques - Le Superbe, 70, capitaine Botteville, échoué et sabordé - Le Dauphin, 46, capitaine Duplessis, brûlé - Le Volontaire, 46, capitaine Sorel, échoué et sabordé - Le Triton, 42, capitaine de Court, capturé par les Britanniques |  | Vaisseaux de la Royal Navy et de la Marine de la république des Provinces-Unies, commandés par l'amiral Rooke. - HMS Mary (en), 60, Edward Hopsonn, accompagné par le Phoenix - HMS Grafton (en), 70, Thomas Harlowe, accompagné par le Vulture - HMS Torbay (en), 80, Andrew Leake, vice-amiral Thomas Hopsonn (en) - HMS Kent (en), 70, John Jennings - HMS Monmouth (en), 70, John Baker (en) - Dordrecht - De Zeven Provinciën, 90, vice-amiral Vandergoes, accompagné par un brûlot - Velue - HMS Berwick (en), 70, Richard Edwards, accompagné par le Terrible - HMS Essex, 70, John Hubbard, contre-amiral Fairborne, accompagné par le Griffin - HMS Swiftsure, 70, Robert Wynn - HMS Ranelagh (en), 80, Richard FitzPatrick - HMS Somerset (en), 80, Thomas Dilkes (en), amiral Rooke, accompagné par le Hawk - HMS Bedford (en), 70, Henry Haughton, accompagné par le Hunter - Muyde - Holland, amiral Callenburgh, accompagné par un brûlot - Unie, contre-amiral Wassenaer - Reygerburgh - HMS Cambridge (en), 80, Richard Lestock - HMS Northumberland (en), 70, James Greenway, contre-amiral Graydon (en), accompagné par le Lightning - HMS Orford (en), 70 - HMS Pembroke (en), 60, Thomas Hardy - Gouda - Alkmaar, vice-amiral Pietersen, accompagné par un brûlot - Catwyck |

## Dans la littérature
Longtemps courut une légende suivant laquelle une partie du butin de Vigo était encore sous les eaux, dans les épaves de certains navires. On en trouve un écho dans le roman de Jules Verne Vingt Mille Lieues sous les mers, où le capitaine Nemo montre à ses hôtes l'épave d'un navire espagnol. On y fait référence également dans le roman La Bataille invisible, de Gaston Leroux, où les Alliés, commandés par le capitaine Hyx, et les Allemands tentent de s'emparer des richesses englouties en faisant une guerre de tranchées au fond de la baie de Vigo.